# Clistocoeloma amamaparense
Clistocoeloma amamaparense is een krabbensoort uit de familie van de Sesarmidae. De wetenschappelijke naam van de soort is voor het eerst geldig gepubliceerd in 2000 door Rahayu & Takeda.